# Philibertia boliviana
Philibertia boliviana là một loài thực vật có hoa trong họ La bố ma. Loài này được (Baill.) Goyder mô tả khoa học đầu tiên năm 2004.